# 吉水县工业园区
吉水县工业园区，是中华人民共和国江西省吉安市吉水县下辖的一个类似乡级单位。

## 行政区划
下辖以下地区：
虚拟社区。